# Penninghushållning

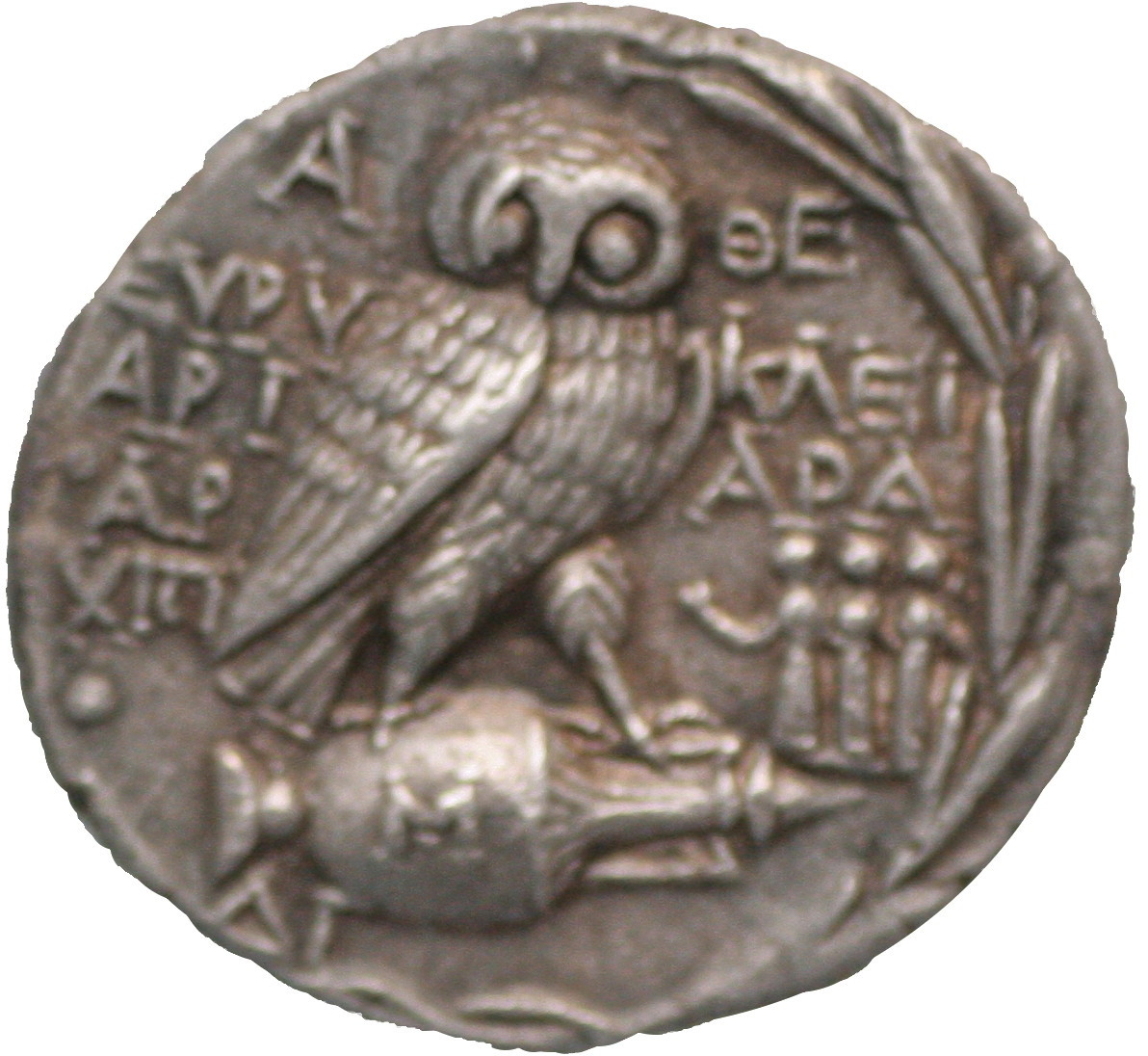
Grekiskt mynt från ca 200-150 f.Kr.

Penninghushållning eller penningekonomi är ett system där man normalt betalar med pengar. 
Motsatsen är naturahushållning.

## Historia
Antikens egentliga penninghushållning inleddes när det i Persien på 500-talet f. Kr. började präglas silvermynt och guldmynt under storkungen Dareios I. Han gav även namn åt myntenheten dareik som användes i det akemenidiska riket. I och med Dareios I invasion av Grekland erövringar spreds penninghushållningen till Europa. Silver ville man ha bland annat i Egypten och silver hade man i östra Persien, och handel mellan de båda parterna inleddes. Orsaken till penningekonomins hela uppkomst står att finna i pengarnas funktion som neutrala värdemätare. Grekerna hade först gett stämplade silvertackor i utbyte mot spannmål och mynten var en funktionsmässig förbättring av dessa. De första mynten var värdemynt, men tidigt började också kreditmynt präglas.
I Alexandria i Egypten kom gamla världens första bankväsende, som var långt före sin tid, igång, en reform som var gynnsam för näringslivet. Medelhavssfärens första handelsmetropol var, tusen år före Alexandria, Knossos på Kreta. Under dessa tusen år inträffade förutom penningekonomins införande också att antalet mindre privata näringsidkare ökade anmärkningsvärt.
Romarriket var runt tiden för den kristna tideräkningens början en stormakt kring Medelhavet som införde ett enhetligt ekonomiskt system med skatter som bars upp till Rom. Samma mynt var i användning i hela riket. Varor, också slavar och djur, köptes och såldes i riket, men också till och från omvärlden. Nuvarande storstäder som Paris och London var ekonomiska och handelsmässiga medelpunkter. En negativ handelsbalans i Romarriket, främst via Sidenvägen genom Asien, ledde till inflation, då mynten, denarerna, började innehålla mer koppar än silver, vilket var en påskyndande faktor till rikets sönderfall.
Under Medeltiden återgick Europa i princip till naturahushållning, eftersom ingen stark centralmakt uppehöll pengarnas betydelse. I fjärran östern däremot användes sedlar åtminstone lokalt redan på 600-talet. I början av 1000-talet gjordes i Centraleuropa silverfynd, vilket furstar drog nytta av, och de inledde snart också prägling av guldmynt och inom kort kom pengarna igen. Under senmedeltiden blomstrade handeln upp. Den kristna kyrkan tillät inte räntor på lån och de som byggde upp Europas bankverksamhet blev därför judarna. I norra Italien uppkom banker och man började använda pengar som placeringar, vilket gjorde att de blev kapital.
Sen medeltiden uppkom i Europa centralbanker i statens regi. I Europa utvecklades penningekonomin med det undantaget inte mycket fram till 1800-talet. Koloniseringen av världen gav upphov till den globala marknaden, och i erövrade territorier tvingade européerna urinvånarna antingen till slavarbete eller till en ojämlik byteshandel som européerna hade mest nytta av. I länder där det moderna penningsystemet inte tidigare hade funnits, införde kolonialmakterna sina egna valutor.
Från slutet av 1800-talet stärktes valutamarknaden av guldmyntfoten. Kolonierna hade blivit råvaruproducenter medan konsumtionen skedde i kolonisatörernas länder. Efter andra världskriget blev masskonsumtionen ett faktum i västvärlden och kapitalet var etablerat, med en viktig funktion i samhället. I öst var den socialistiska planekonomin i Sovjetunionen en motkraft. Sovjetisk teknikutveckling avstannade dock redan på ett tidigt stadium, vilket ledde till att ekonomin snart inte utvecklades och sedan dog med sitt hemland.
Ekonomiska avtal och reformer under de senaste 50 åren har öppnat upp ekonomin och gjort den enhetligare, exempelvis införandet av euron 1999 i andan av kapitalets fria rörlighet. Inom 20 år[Från när?] vill Afrikanska unionen att också Afrika ska ha en egen valuta.